# 佐洛奇夫斯凱 (舊梅爾奇克長老區)
49°57′4″N 35°45′11″E / 49.95111°N 35.75306°E
佐洛奇夫斯凱（烏克蘭語：Золочівське）是位於烏克蘭東部的村莊，由哈爾科夫州博霍杜希夫區瓦爾基市鎮的旧梅尔奇克长老区負責管轄。該村始建於1665年，面積0.79平方公里，海拔高度172米，2001年人口1，人口密度每平方公里1.27人。